# Саманта Сміт (тенісистка)
Саманта Сміт (англ. Samantha Smith; нар. 27 листопада 1971) — колишня британська тенісистка.
Найвищу одиночну позицію світового рейтингу — 55 місце досягла 22 лютого 1999, парну — 126 місце — 25 червня 1990 року.
Здобула 3 одиночні та 5 парних титулів туру ITF.
Найвищим досягненням на турнірах Великого шолома було 4 коло в одиночному розряді.

## Фінали ITF

### Одиночний розряд (3–4)
| турніри $100,000 |
| турніри $75,000  |
| турніри $50,000  |
| турніри $25,000  |
| турніри $10,000  |

| Результат | Ранг | Дата             | Турнір                         | Покриття   | Суперниця         | Рахунок       |
| --------- | ---- | ---------------- | ------------------------------ | ---------- | ----------------- | ------------- |
| Поразка   | 1.   | 24 квітня 1989   | Саттон, Велика Британія        | Ґрунт      | Дате-Крумм Кіміко | 2–6, 1–6      |
| Поразка   | 2.   | 2 вересня 1991   | Арцакена, Італія               | Тверде     | Катя Пікколіні    | 2–6, 7–6, 4–6 |
| Поразка   | 3.   | 4 листопада 1991 | Манчестер, Велика Британія     | Килим (i)  | Аманда Гранфелд   | 6–4, 4–6, 2–6 |
| Перемога  | 1.   | 2 жовтня 1995    | Ноттінгем, Велика Британія     | Тверде (i) | Ебігейл Тордофф   | 6–4, 6–2      |
| Поразка   | 4.   | 10 лютого 1996   | Сандерленд, Велика Британія    | Тверде (i) | Ралука Санду      | 6–4, 5–7, 4–6 |
| Перемога  | 2.   | 8 лютого 1999    | Рокфорд (Іллінойс), США        | Тверде (i) | Мірка Федерер     | 6–4, 6–4      |
| Перемога  | 3.   | 23 липня 2000    | Фрінтон-он-Сі, Велика Британія | Трава      | Гелен Крук        | 6–3, 6–0      |

### Парний розряд (5–2)
| Результат | Ранг | Дата            | Турнір                            | Покриття   | Партнерка        | Суперниці                    | Рахунок            |
| --------- | ---- | --------------- | --------------------------------- | ---------- | ---------------- | ---------------------------- | ------------------ |
| Перемога  | 1.   | 13 серпня 1990  | Бразиліа, Бразилія                | Ґрунт      | Софі Альбінус    | Лусіана Телла Андреа Віейра  | 7–6(7–2), 4–6, 6–3 |
| Перемога  | 2.   | 11 лютого 1991  | Кі-Біскейн (Флорида), США         | Тверде     | Пенні Барг       | Рене Сімпсон Геллас тер Рієт | 7–5, 6–2           |
| Перемога  | 3.   | 25 вересня 1995 | Телфорд (Англія), Велика Британія | Тверде (i) | Джейн Вуд        | Кає Генд Анна-Карін Свенссон | 4–6, 7–6(8–6), 6–3 |
| Поразка   | 1.   | 2 жовтня 1995   | Ноттінгем, Велика Британія        | Тверде (i) | Джейн Вуд        | Софія Фінер Анніка Ліндстедт | 6–7(7–9), 5–7      |
| Перемога  | 4.   | 2 серпня 1998   | Солт-Лейк-Сіті, США               | Тверде     | Маріан де Свардт | Лізель Губер Карін Кшвендт   | 6–2, 6–2           |
| Поразка   | 2.   | 25 жовтня 1998  | Велін, Велика Британія            | Килим (i)  | Луїс Флемінг     | Лоранс Куртуа Тіна Кріжан    | 6–7, 4–6           |
| Перемога  | 5.   | 21 лютого 1999  | Мідленд (Мічиган), США            | Тверде (i) | Лізель Горн      | Кірстін Фрає Соня Джеясілан  | 7–6(8–6), 0–6, 7–5 |